# Queer Eye (Fernsehsendung, 2003)
Queer Eye (ursprünglicher Originaltitel Queer Eye for the Straight Guy) ist eine US-amerikanische Reality-TV-Fernsehsendung, die erstmals am 15. Juli 2003 vom US-amerikanischen Kabelfernsehsender Bravo ausgestrahlt wurde. Die Serie wurde von den Regisseuren David Collins und David Metzler und deren Produktionsfirma Scout Productions produziert.
Die Fernsehserie spielte mit dem Stereotyp, dass sich schwule Männer besser in Fragen von Mode, Körperpflege, Ernährung, Innenausstattung von Wohnungen und in der Kultur auskennen. In jeder Folge der Serie widmet sich eine Gruppe von fünf schwulen Männern (die „Fab Five“) einer Person, gewöhnlich ein heterosexueller Mann, indem sie dessen Garderobe erneuerten, seine Wohnungseinrichtung umgestalteten oder Ratschläge zu Lifestyle, Ernährung, Haarpflege und Ähnliches gaben.
Die Fernsehserie wurde bis Juni 2006 produziert, die letzte Ausstrahlung erfolgte im Oktober 2007.

## Resonanz auf die Serie
Queer Eye lief in den Vereinigten Staaten sehr erfolgreich und wurde 2003 zum meistdiskutierten Fernsehprogramm. Der Erfolg der Serie führte zu Merchandising und internationalem Franchising des Konzepts sowie zu einer weiteren Fernsehserie mit dem Titel Queer Eye for the Straight Girl. Das Konzept wurde von NBC nach Skandinavien und Großbritannien verkauft. Des Weiteren liefen ähnliche Formate in Italien (I Fantastici Cinque) beim Fernsehsender La7. sowie in Spanien, Australien, Frankreich, Deutschland und Portugal.
Die Serie hatte im September 2003 auf dem Höhepunkt ihres Erfolgs 3,34 Millionen Zuschauer, in der Folge flaute das Interesse wieder ab. Die Popularität der Sendung etablierte die Darsteller als Fernsehstars, unter anderem mit ihren Auftritten bei der Verleihung der Emmys und bei Jay Leno und seiner Tonight Show.
Die Serie wurde kritisiert, da sie häufig Verallgemeinerungen zur sexuellen Identität traf, so beispielsweise, dass schwule Männer modebewusster und besser gestylt seien als heterosexuelle Männer. Zu den Kritikern gehörten die Journalisten Tom Shales von der Washington Post, Richard Goldstein von der Village Voice und der Politiker Barney Frank in der New York Post.
Die Popularität der Fernsehserie inspirierte eine Reihe von Parodien, bekannt wurde auf Comedy Central eine satirische Fernsehserie mit dem Titel Straight Plan for the Gay Man, bei der vier heterosexuelle Männer schwule Männer unterrichten und ihnen Ratschläge geben. Die Serie South Park parodierte ebenso in der Episode South Park is Gay! die Fernsehserie, in der alle heterosexuellen Männer zu metrosexuellen Männern umgewandelt werden sollen.

## Preise und Auszeichnungen
Queer Eye gewann den Emmy 2004 in der Kategorie Outstanding Reality Program und wurde in der gleichen Kategorie ebenso 2005 nominiert. Die Serie erhielt des Weiteren den GLAAD Media Award 2004 und 2005 für Outstanding Reality Program und wurde 2006 nominiert.

## Reboot
Seit Februar 2018 läuft auf Netflix ein gleichnamiges Reboot der Serie mit neuen „Fab Five“.